# Reserva Natural do Estuário do Tejo
A Reserva Natural do Estuário do Tejo é uma Área protegida portuguesa. É também um sítio Ramsar
O estuário do rio Tejo é a maior zona húmida do país e uma das mais importantes da Europa, um santuário para peixes, moluscos, crustáceos e, sobretudo, para aves, que nele se detém quando de sua migração entre o Norte da Europa e a África. É um dos maiores estuários da Europa Ocidental, com cerca de 34 mil hectares, e alberga regularmente 50 mil aves aquáticas invernantes (flamingos, patos, aves limícolas, etc.).

## Caracterização
A Reserva Natural foi criada em 1976, abrangendo uma área de 14.192 hectares, caracterizada por uma extensa superfície de águas estuarinas, campos de vasas recortados por esteiros, mouchões, sapais, salinas e terrenos aluvionares agrícolas (lezírias).

Logótipo Oficial

Não excedendo os 11 metros acima do nível do mar e uma profundidade de 10 metros, distribuída pelos concelhos de Alcochete, Benavente e Vila Franca de Xira, a reserva insere-se na zona mais a montante do estuário do Tejo que, estendendo-se por uma área de cerca de 32 km2, é o maior da Europa Ocidental.
Nas margens do estuário desenvolve-se o sapal, cuja comunidade florística vive sob a influência das águas trazidas pela maré. Região de grande produtividade a nível de poliquetas, moluscos e crustáceos, constitui autêntica maternidade para várias espécies de peixes. Mas é a avifauna aquática que atribui ao estuário do Tejo a sua importância internacional. Os efectivos de espécies invernantes chegam a atingir cerca de 120.000 indivíduos.  As contagens regularmente efectuadas indicam que invernam nesta Área Protegida mais de 10.000 anatídeos e 50.000 limícolas, das quais se destaca o alfaiate Recurvirostra avosetta, com um número que pode ascender a 25% da população invernante na Europa. Nesta área existe o registo de 200 espécies, que atesta a riqueza biológica e o valor para a Conservação da Natureza desta região com destaque para: o Flamingo (Phoenicopterus roseus), o Ganso-bravo (Anser anser), a Marrequinha (Anas crecca), o Pilrito-de-peito-preto (Calidris alpina), a Perdiz-do-mar (Glareola pratincola), o  Sisão (Tetrax tetrax) e o Milherango (Limosa limosa).
Inclui algumas zonas salgadas no Rio Tejo/Mar da Palha.

## Estatuto de conservação
- 19 de Julho de 1976 - É criada a Reserva Natural do Estuário do Tejo, através do Decreto-Lei N.º. 565/76
- 1980 - Passa a fazer parte Zonas Húmidas de Importância Internacional, através da Convenção de Ramsar.
- 1994 - É instituída a Zona de Protecção Especial para Aves Selvagens, no âmbito da Directiva 79/409/CEE

## Cidades junto (ou perto) do "Mar da Palha"
Lisboa, Samora Correia, Alcochete, Almada, Amora, Seixal, Barreiro, Moita, Montijo, Sacavém, Póvoa de Santa Iria, Alverca do Ribatejo, Alhandra e Vila Franca de Xira